# Arena Football League 2011
Die Arena-Football-League-Saison 2011 war die 24. Saison der Arena Football League (AFL). Ligameister wurden die Jacksonville Sharks, die die Arizona Rattlers im ArenaBowl XXIV bezwangen.

## Teilnehmende Mannschaften
| Anzahl Mannschaften | 18 |
| ------------------- | --- |
| Neu in der Liga     | Pittsburgh Power, Philadelphia Soul, Milwaukee Mustangs, Georgia Force, New Orleans VooDoo, Kansas City Command, San Jose SaberCats |
| Ausgeschieden       | Alabama Vipers, Oklahoma City Yard Dawgz, Bossier-Shreveport Battle Wings, Milwaukee Iron                                           |

## Regular Season
| American Conference    |    |    |      |          |
| East Division          |    |    |      |          |
| Team                   | S  | N  | Heim | Auswärts |
| x-Cleveland Gladiators | 10 | 8  | 7–2  | 3–6      |
| Pittsburgh Power       | 9  | 9  | 5–4  | 4–5      |
| Milwaukee Mustangs     | 7  | 11 | 4–5  | 3–6      |
| Philadelphia Soul      | 6  | 12 | 4–5  | 2–7      |
| South Division         |    |    |      |          |
| Team                   | S  | N  | Heim | Auswärts |
| x-Jacksonville Sharks  | 14 | 4  | 8–1  | 6–3      |
| y-Georgia Force        | 11 | 7  | 5–4  | 6–3      |
| y-Orlando Predators    | 11 | 7  | 6–3  | 5–4      |
| Tampa Bay Storm        | 7  | 11 | 4–5  | 3–6      |
| New Orleans VooDoo     | 3  | 15 | 0–9  | 3–6      |
| National Conference    |    |    |      |          |
| Central Division       |    |    |      |          |
| Team                   | S  | N  | Heim | Auswärts |
| x-Chicago Rush         | 13 | 5  | 7–2  | 6–3      |
| y-Dallas Vigilantes    | 11 | 7  | 6–3  | 5–4      |
| Tulsa Talons           | 8  | 10 | 4–5  | 4–5      |
| Kansas City Command    | 6  | 12 | 4–4  | 2–7      |
| Iowa Barnstormers      | 5  | 13 | 4–5  | 1–8      |
| West Division          |    |    |      |          |
| Team                   | S  | N  | Heim | Auswärts |
| x-Arizona Rattlers     | 16 | 2  | 8–1  | 8–1      |
| y-Spokane Shock        | 9  | 9  | 7–2  | 2–7      |
| Utah Blaze             | 9  | 9  | 7–2  | 2–7      |
| San Jose SaberCats     | 7  | 11 | 6–3  | 1–8      |

Siege, Niederlage, x-Division Titel, y-Playoffs erreicht

## Playoffs
| Viertelfinale | Viertelfinale | Viertelfinale |    |              | Halbfinale | Halbfinale | Halbfinale |  |  | ArenaBowl XXIV | ArenaBowl XXIV | ArenaBowl XXIV |
|               |               |               |    |              |            |            |            |  |  |                |                |                |
| 1             | Jacksonville  | 63            |    |              |            |            |            |  |  |                |                |                |
| 4             | Orlando       | 48            |    |              |            |            |            |  |  |                |                |                |
| 4             | Orlando       | 48            | 1  | Jacksonville | 64         |            |            |  |  |                |                |                |
|               |               |               | 1  | Jacksonville | 64         |            |            |  |  |                |                |                |
|               | 3             | Georgia       | 55 |              |            |            |            |  |  |                |                |                |
| 2             | 3             | Georgia       | 55 | Cleveland    | 41         |            |            |  |  |                |                |                |
| 2             |               |               |    | Cleveland    | 41         |            |            |  |  |                |                |                |
| 3             | Georgia       | 50            |    |              |            |            |            |  |  |                |                |                |
| 3             | Georgia       | 50            | 1  | Jacksonville | 73         |            |            |  |  |                |                |                |
|               |               |               |    | Jacksonville | 73         |            |            |  |  |                |                |                |
|               | 1             | Arizona       | 70 |              |            |            |            |  |  |                |                |                |
| 1             | 1             | Arizona       | 70 | Arizona      | 62         |            |            |  |  |                |                |                |
| 1             |               |               |    | Arizona      | 62         |            |            |  |  |                |                |                |
| 4             | Spokane       | 33            |    |              |            |            |            |  |  |                |                |                |
| 4             | Spokane       | 33            | 1  | Arizona      | 54         |            |            |  |  |                |                |                |
|               |               |               | 1  | Arizona      | 54         |            |            |  |  |                |                |                |
|               | 2             | Chicago       | 48 |              |            |            |            |  |  |                |                |                |
| 2             | 2             | Chicago       | 48 | Chicago      | 54         |            |            |  |  |                |                |                |
| 2             |               |               |    | Chicago      | 54         |            |            |  |  |                |                |                |
| 3             | Dallas        | 51            |    |              |            |            |            |  |  |                |                |                |

### ArenaBowl XXIV
Der ArenaBowl XXIV wurde am 12. August 2011 in der Talking Stick Resort Arena in Phoenix, Arizona ausgetragen. Das Spiel verfolgten 14.320 Zuschauer.

## Regular Season Awards
| Award               | Gewinner  | Position                     | Team               |
| ------------------- | --------- | ---------------------------- | ------------------ |
| Ironman Of The Year | PJ Berry  | Wide Receiver/Defensive Back | New Orleans Voodoo |
| Coach Of The Year   | Kevin Guy | Head Coach                   | Arizona Rattlers   |

## Zuschauertabelle
| Team                 | Zuschauerschnitt |
| -------------------- | ---------------- |
| Arizona Rattlers     | 8.939            |
| Chicago Rush         | 8.659            |
| Cleveland Gladiators | 6.507            |
| Dallas Desperados    | 8.518            |
| Iowa Barnstormers    | 8.867            |
| Jacksonville Sharks  | 9.401            |
| Milwaukee Mustangs   | 3.953            |
| New Orleans VooDoo   | 8.153            |
| Orlando Predators    | 12.701           |
| Philadelphia Soul    | 9.802            |
| San Jose SaberCats   | 9.440            |
| Spokane Shock        | 10.277           |
| Tampa Bay Storm      | 10.778           |
| Tulsa Talons         | 5.423            |
| Utah Blaze           | 8.707            |
| Ligadurchschnitt     | 8.241            |